# Chicheley Hall
Chicheley Hall, Chicheley, Buckinghamshire, Inglaterra, es una casa de campo construida en el primer cuarto del siglo XVIII. El cliente fue Sir John Chester, el arquitecto principal fue Francis Smith de Warwick y el estilo arquitectónico es barroco. Entre los propietarios posteriores se encuentran David Beatty, segundo conde de Beatty y la Royal Society. Chicheley Hall es un edificio catalogado de Grado I.

## Historia

### Edificios anteriores
Una casa señorial en el sitio pertenecía a la familia Pagnell de Newport Pagnell, pero fue donada por ellos a la iglesia. El cardenal Wolsey cedió la mansión a Christ Church, Oxford, pero posteriormente volvió a la Corona tras la caída de Wolsey y fue adquirida por un comerciante de lana, Anthony Cave, en 1545, que construyó una casa solariega en forma de cuadrado hueco. A su muerte, la casa quedó en manos de su hija Judith, que se había casado con su primo William Chester, hijo de Sir William Chester. Su único hijo, Anthony, fue Alto Sheriff de Buckinghamshire en 1602 y fue nombrado baronet en 1620.
La casa luego pasó a manos de la familia Chester hasta la época de la Revolución inglesa, Cuando fue bombardeado por las fuerzas parlamentarias y finalmente demolido. El Chicheley Hall actual se construyó a principios del siglo XVIII en el mismo sitio.
De la antigua casa señorial sólo queda una sobre repisa con terminales cariátides jacobinas, y algunos paneles en el nuevo Chicheley Hall.

### Construcción de la sala actual: 1719-1724
La sala actual fue construida entre 1719 y 1723, y los trabajos interiores se completaron en 1725. La casa se atribuyó a menudo al arquitecto Thomas Archer,  pero investigaciones más recientes sugieren que fue Francis Smith, quien se cree que la diseñó para Sir John Chester, cuarto baronet.
Después de la muerte de John Chester, la casa pasó a manos de Charles Bagot Chester, séptimo baronet, un borracho y jugador que saltó de una ventana del segundo piso en un ataque de ebriedad. Antes de morir a causa de sus heridas, legó todas sus propiedades, incluida Chicheley, a un pariente lejano y amigo de la escuela, Charles Bagot, con la condición de que adoptara el nombre de Chester. El hijo de Charles, Charles Bagot Chester, jugador, libertino y miembro del Parlamento, alquiló el salón durante muchos años. Después de su muerte, la propiedad pasó al soltero Charles Anthony Chester y a partir de 1883 fue nuevamente alquilada a una serie de inquilinos durante los siguientes 70 años.

### SigloXX
En 1911, el salón fue alquilado por Sir George Farrar, un terrateniente que hizo su fortuna en oro en Sudáfrica, y su esposa Ella. Su hija Gwen fue una destacada violonchelista.
Durante  Segunda Guerra Mundial, Chicheley Hall fue utilizado por el
Dirección de Operaciones Especiales como su Escuela de Entrenamiento Especial No. 46. Desde 1942 hasta 1943, se utilizó para entrenamiento para misiones de paracaídas SOE de Checoslovaquia. La sala se utilizó posteriormente como base para entrenar agentes Polacos, y luego se convirtió en escuela de Comunicación inalámbrica telegrafíca FANY. Afortunadamente, el hermoso interior estaba protegido por hardboard.
La casa fue comprada a la familia Chester en 1952 por David Beatty, segundo conde Beatty. Beatty, hijo del almirante Lord Beatty, inició un gran programa de restauración y finalmente contrató al renombrado decorador de interiores Felix Harboard, famoso por su trabajo en el castillo de Luttrellstown, cerca de Dublín. Los esquemas de colores clásicos de Harboard que acentúan las molduras y los paneles se adaptan perfectamente a la casa. Chicheley Hall siguió siendo el hogar de la cuarta esposa del segundo conde, Diane, después de su muerte. Se volvió a casar con Sir John Nutting y más tarde fue presidenta del Grupo Georgiano. Juntos utilizaron la casa como lugar de celebración de bodas y conferencias, y como lugar de rodaje. La casa representó a Bletchley Park en la película Enigma de 2001.

### SigloXXI
En 2007, Chicheley Hall se puso a la venta, con un precio orientativo de 9 millones de libras. Fue comprado por la Royal Society por 6,5 millones de libras, financiada en parte por el filántropo noruego Fred Kavli. La Royal Society gastó 12 millones de libras en renovar la casa y adaptarla para convertirla en el Centro Internacional Kavli Royal Society, un lugar para seminarios y conferencias científicas. Fuera de estos eventos científicos el salón podrá ser alquilado para eventos corporativos y sociales.
Chicheley Hall fue operado por De Vere Venues hasta junio de 2020, cuando cerró "permanentemente" luego de un cierre (inicialmente) temporal debido a la pandemia de Covid-19. Más tarde ese mismo año, fue puesto nuevamente a la venta. En un artículo publicado en Country Life, Penny Churchill señaló que la Royal Society había restaurado la mansión y convertido el bloque de establos en un hotel con 48 habitaciones y un centro de conferencias. La sala se vendió en marzo de 2021 a Pyrrho Investments.

## Arquitectura y descripción

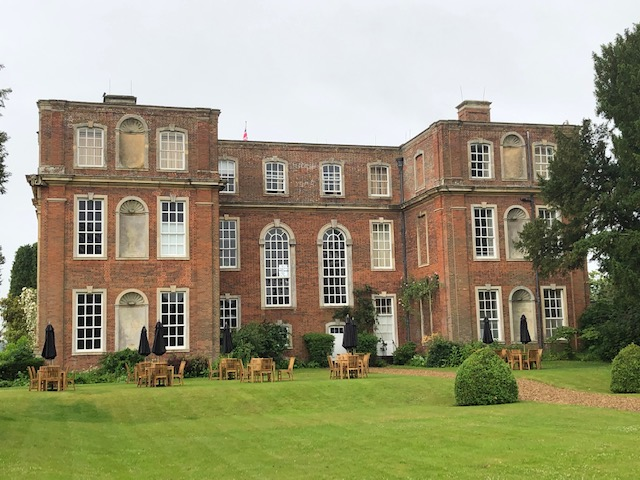
El frente norte
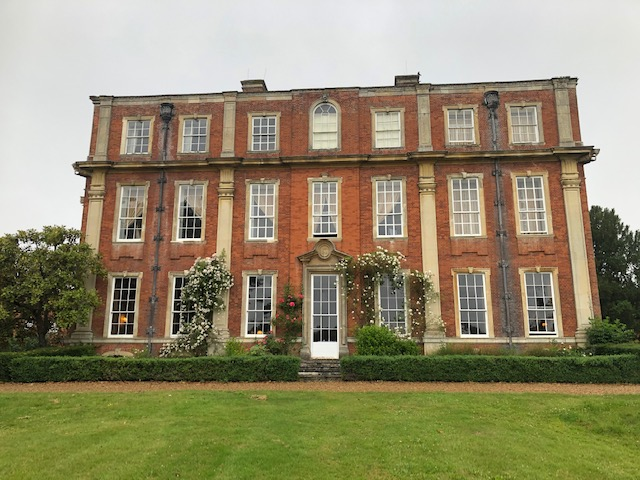
El frente oriental
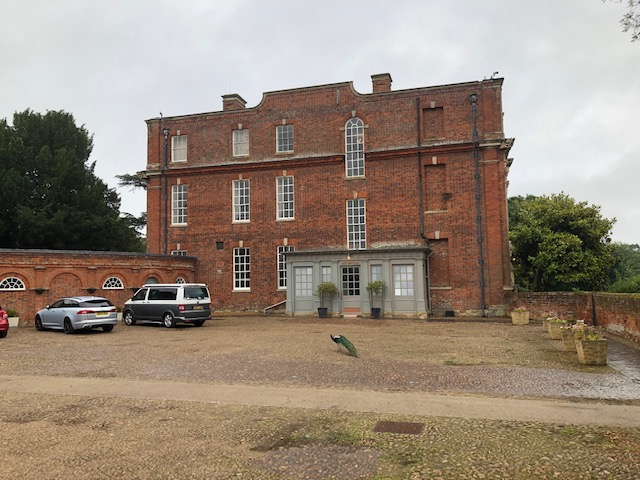
El frente occidental
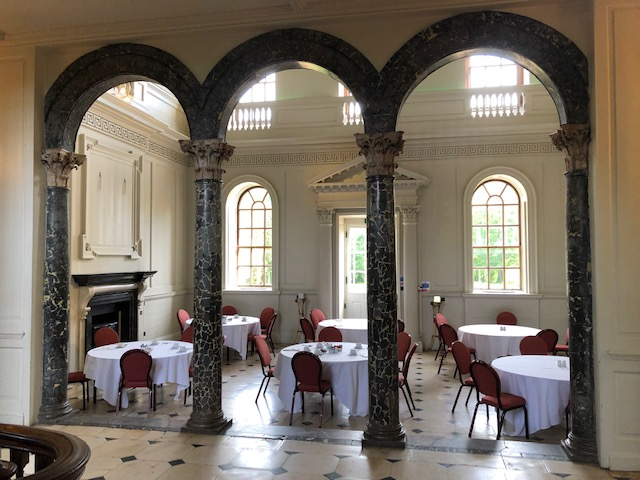
El hall de entrada
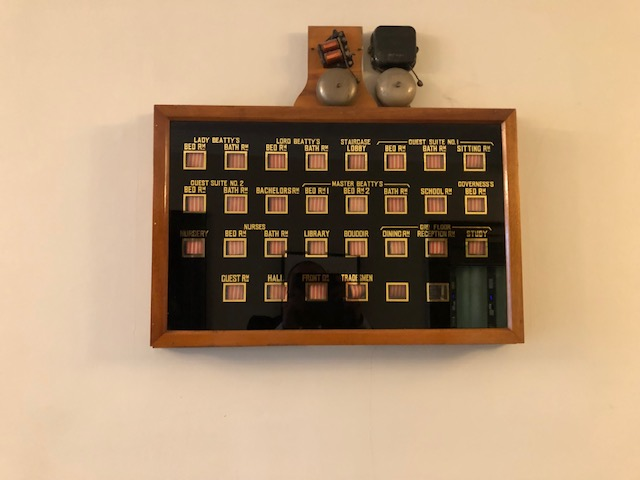
Un tablero de campana de la época del segundo conde Beatty

La fachada principal, sur, de la casa tiene nueve tramos y tres pisos sobre un sótano elevado; sobresale la sección central de tres tramos. Enormes pilastras corintias estriadas flanquean los tres tramos centrales. Estas se repiten en cada terminación de la fachada y vuelven a dividir el segundo del tercer tramo de cada ala que flanquea el saliente central. La fachada es simétrica, sin embargo las ventanas con la parte superior curvada del saliente central son más altas que las ventanas con la parte superior plana de las alas, por lo que la uniformidad a nivel del techo se logra mediante una curva ascendente hacia la sección central desde las alas. Estos motivos, ejemplos de arquitectura barroca, son extremadamente raros en Gran Bretaña, donde el barroco estuvo de moda durante un período muy breve a finales del siglo XVII y principios del XVIII. Nikolaus Pevsner y Elizabeth Williamson describen la mampostería, hecha con ladrillos fabricados en el lugar, en su volumen de 2003 de Buckinghamshire sobre los edificios Pevsner de Inglaterra, como "una de las mejores de cualquier casa de esta fecha".
La puerta principal se abre a un Gran Salón bellamente revestido con paneles, al estilo de William Kent, con un techo clásico de doble altura que representa a Herse y sus hermanas sacrificando a Flora.  A través de una arcada de columnas de mármol, unas escaleras de roble conducen a los pisos superiores. La sala más destacable es la biblioteca en el piso superior, con todas las estanterías y libros ocultos detrás de lo que parecen ser paneles, disfrazando así el verdadero uso de la sala. 
La casa está rodeada por un parque de 100 acres (0,4 km²), incluyendo un lago, un canal y 25 acres (101 171,5 m²) de jardines, diseñados por George London y Henry Wise. una avenida de árboles de lima conduce a la casa, pasando por una puerta octogonal palomar. The Río Gran Ouse se encuentra al este.

### Designaciones de listado
Chicheley Hall es un edificio catalogado de Grado I.  El bloque de cuadras, el ala de servicio, y el palomar están catalogados como Grado II*. Una casa de jardín al noroeste del salón,  y una casa de verano al noreste están catalogadas como Grado II, al igual que tres juegos de puertas, con paredes adjuntas y pilares de puerta. 